# Discographie de Lil Wayne
Cet article liste la discographie du rappeur américain Lil Wayne.

## Albums studio
- 1999 : Tha Block Is Hot Ventes États-Unis : 1 million - RIAA Certification :  Platine
- 2000 : Lights Out : Ventes États-Unis : 500.000 - RIAA Certification :  Or
- 2002 : 500 Degreez : Ventes États-Unis : 500.000 - RIAA Certification :  Or
- 2004 : Tha Carter : Ventes États-Unis : 1 million - RIAA Certification :  Platine
- 2005 : Tha Carter II : Ventes États-Unis : 1.3 million - RIAA Certification :  2 × Platine - Vente mondiale : 2.5 millions
- 2008 : Tha Carter III : Ventes États-Unis : 3,6 millions - RIAA Certification  3 x Platine
- 2010 : Rebirth : Ventes États-Unis : 500.000 - RIAA Certification :  Or
- 2010 : I Am Not a Human Being: Ventes États-Unis : 500.000 - RIAA Certification :  Or
- 2011 : Tha Carter IV: Ventes États-Unis :2 millions - RIAA Certification : 2x Platine - Vente mondiale : 3.5 millions
- 2013 : I Am Not a Human Being II : Ventes Etats-Unis : 500.000 - RIAA Certification : OR
- 2015 : Free Weezy Album
- 2018 : Tha Carter V
- 2020 : Funeral
- 2023 : Tha Fix Before Tha VI

## Albums en collaborations
- 2006 : Like Father, Like Son (avec Birdman) : Ventes États-Unis : 761,958 - RIAA Certification :  Or
- 2009 : We Are Young Money : Ventes États-Unis : 500.000 - RIAA Certification :  Or
- 2017 : T-Wayne (Avec T-Pain)
- 2023 : Welcome 2 Collegrove (avec 2 Chainz)

## Mixtapes
2003
- Da Drought
- SQ 1 (Avec Sqad Up)
- SQ 2 (Avec Sqad Up)
- SQ 3 (Avec Sqad Up)
- SQ 4 (Avec Sqad Up)
- SQ 5 (Avec Sqad Up)
- SQ 6 (Avec Sqad Up)
- SQ 6 : The Remix (Sqad Up)
- SQ 7 (Avec Sqad Up)

2004
- Da Drought 2
- The Prefix

2005
- The Suffix
- Dedication (Avec DJ Drama)

2006
- Young Money: The Mixtape Vol. 1
- The Carter #2 : Like Father, Like Son (Avec Birdman, DJ Khaled)

- Lil Weezyana: The Mixtape Vol.1
- Tha Carter Files
- Dedication 2 (Avec DJ Drama)

2007
- The Drought Is Over
- Da Drought 3
- Da Drought Is Over Part. 2
- Da Drought Is Over Part. 3
- Da Drought Is Over Part. 4

2008
- Da Drought is Over Part. 5
- Da Drought is over Part.6
- Dedication 3 (Avec DJ Drama)

2009
- Official White Label (The Second Edition)
- No Ceilings

2011
- Sorry For The Wait

2012
- Dedication 4 (Avec DJ Drama)

2013
- Dedication 5

2015
Sorry For The Wait 2
2017
- Dedication 6 (Avec DJ Drama)

2018
Dedication 6 REALOAED (Avec DJ Drama)

## Singles en solo
- 1999 : Tha Block is Hot (avec BG, Juvenile, & Turk)
- 1999 : Respect Us (avec Juvenile)
- 2000 : Get Off the Corner
- 2001 : Shine (avec Juvenile, BG, Turk, Nikki, & Mack 10)
- 2001 : Everything
- 2002 : Where You At
- 2002 : Way of Life (avec Big Tymers & TQ)
- 2004 : Go DJ
- 2004 : Bring It Back (avec Mannie Fresh)
- 2004 : Earthquake (avec Jazze Pha)
- 2004 : Get Something (avec Mannie Fresh)
- 2005 : Fireman
- 2006 : Hustler Musik
- 2006 : Money On My Mind
- 2006 : Gimme That Gusha
- 2006 : Shooter (avec Robin Thicke)
- 2007 : Gossip
- 2008 : Showtime (avec Mack Maine & Boo)Produit Par Deezle
- 2008 : I'm Me
- 2008 : Lollipop (avec Static Major -  no 32,  no 1,  no 22,  no 10,  no 3,  no 28,  no 26,  no 29,  no 31
- 2008 : A Millie  -  no 6,  no 54
- 2008 : Got Money (avec T-Pain) -  no 10  no 33,  no 108,  no 54
- 2008 : Mrs Officier (avec Bobby Valentino)
- 2009 : Prom Queen
- 2009 : Amazing Love
- 2009 : Spit (Avec Kevin Rudolf)
- 2009 : Politics (Feat Gudda Gudda)
- 2009 : I'm Not Human
- 2009 : Ready For the World
- 2009 : Girl Forever
- 2009 : Told Yall
- 2009 : Baby(Feat Lil boulon)
- 2009 : Baby girl (feat T-Pain & Vince)
- 2009 : Blisster (feat T.I. & MC Alex)
- 2009 : NO quitter, go getter
- 2009 : Me And My Drank
- 2009 : Swag Surfin
- 2009 : Wasted
- 2010 : WTF (Feat Shawty Lo)
- 2010 : Work (Feat Birdman)
- 2010 : Da Da Da
- 2010 : On Fire
- 2010 : Movin Target (Feat Ashley Ring)
- 2010 : Right Above It (Feat Drake)
- 2011 : 6 Foot 7 Foot (Featuring Cory Gunz)
- 2011 : John (Featuring Rick Ross)
- 2011 :  How To Love
- 2011 :  She Will
- 2013 : Staring At The World
- 2014 : Believe Me (Featuring Drake)

## Singles / Titres en featuring
- 1998 : Back That Azz Up (Juvenile avec Lil Wayne & Mannie Fresh)
- 1999 : Bling Bling (B.G. avec Juvenile, Lil Wayne, Turk & Big Tymers)
- 2000 : #1 Stunna (Big Tymers avec Lil Wayne & Juvenile)
- 2001 : Hardball  (Lil' Bow Wow avec Lil Wayne, Lil' Zane & Sammie)
- 2004 : Soldier (Destiny's Child avec T.I. & Lil Wayne) -  no 28,  no 25,  no 3,  no 11,  no 1,  no 4,  no 6,  no 4,  no 27,  no 10,  no 9,  no 18,  no 10,  no 15
- 2004 : Make It Work for You (Juelz Santana avec Lil Wayne & Young Jeezy)
- 2004 : Get Your Shine On (Birdman avec Lil Wayne)
- 2005 : Tell Me [Remix] (Bobby Valentino avec Lil Wayne)
- 2005 : Grey Goose (Allstar Cashville Prince avec Lil Wayne & Yo Gotti)
- 2005 : Don't Trip (Trina avec Lil Wayne)
- 2006 : Gimme That [Remix] (Chris Brown avec Lil Wayne) -  no 45,  no 15,  no 47,   no 26,  no 23,  no 15
- 2006 : Touch It or Not (Cam'Ron avec Lil Wayne)
- 2006 : You Know What (Avant (en) avec Lil Wayne)
- 2006 : Holla at Me (DJ Khaled avec Lil Wayne, Paul Wall, Fat Joe, Rick Ross & Pitbull)
- 2006 : Hollywood Divorce (OutKast avec Lil Wayne & Snoop Dogg)
- 2006 : Make It Rain (Fat Joe avec Lil Wayne)
- 2006 : Make It Rain [Remix] (Fat Joe avec Lil Wayne, DJ Khaled, Rick Ross, R. Kelly T.I., and Birdman)
- 2006 : You (Lloyd avec Lil Wayne)
- 2007 : King Kong (remix) (Jibbs avec Chamillionaire, Lil Wayne, Yo Gotti & Chingy)
- 2007 : Diamonds (Fabolous avec Lil Wayne)
- 2007 : We Takin' Over (DJ Khaled avec Akon, T.I., Rick Ross, Fat Joe, Birdman] & Lil Wayne)
- 2007 : Lock U Down (Mya avec Lil Wayne)
- 2007 : Screwed Up (Trae avec Lil Wayne)
- 2007 : Easy (Paula DeAnda avec Lil Wayne)
- 2007 : 9 mm (David Banner avec Lil Wayne, Akon & Snoop Dogg)
- 2007 : Brown Paper Bag (DJ Khaled avec Lil' Wayne, Young Jeezy, Juelz Santana, Rick Ross, Dre & Fat Joe)
- 2007 : Rock Star  (Chamillionaire avec Lil Wayne)
- 2007 : ParTy Like A Rockstar Remix  (Shop Boyz avec Lil Wayne)
- 2007 : Shot To The Heart Remix  (Rick Ross avec Lil Wayne)
- 2007 : Get It Shawty Remix  (Lloyd avec Lil Wayne, Big Boi, Ja Rule & Chamillionaire)
- 2007 : Viva La White Girl  (Gym Class Heroes avec Lil Wayne)
- 2007 : S On My Chest  (DJ Khaled avec Birdman & Lil Wayne)
- 2007 : I Whip yae  (Parlae avec Lil Wayne)
- 2007 : White Girl Remix  (U.S.D.A. avec Lil Wayne, Fabolous & Rick Ross)
- 2007 : I Got Em  (Yo Gotti avec Birdman & Lil Wayne)
- 2007 : Pop Bottles  (Birdman avec Lil Wayne & Jadakiss)
- 2007 : Where My Niggas At  (40 Cal avec Lil Wayne)
- 2007 : Sweetest girl  (Wyclef avec Lil Wayne, Akon & Nia) -  no 28,  no 12,  no 30,  no 14,  no 8,  no 66,  no 15,  no 45
- 2007 : Gettin It  (The Cool Kids avec Lil Wayne)
- 2007 : Uh-Oh  (Ja Rule avec Lil Wayne)
- 2007 : Barry Bonds  (Kanye West avec Lil Wayne)
- 2008 : Hello Brooklyn 2.0 (Jay-Z avec Lil Wayne)
- 2008 : It's Me…(Remix) (Swizz Beatz avec Lil Wayne, R.Kelly, Jadakiss)
- 2008 : Flashing Lights (Remix) (Kanye West avec Lil Wayne & Jay-Z
- 2008 : Love In This Club, Part. 2 (Usher avec Lil Wayne et Beyonce)
- 2008 : Bye Bye (Remix) (Mariah Carey avec Akon & Lil Wayne)
- 2008 : My Life (The Game avec Lil Wayne)
- 2008 : Official Girl (Cassie avec Lil Wayne)
- 2008 : Can't Believe It (T-Pain avec Lil Wayne) -  no 7,  no 70,  no 13,   no 88,  no 21
- 2008 : Swagga Like Us (T.I. avec Lil Wayne, Kanye West & Jay-Z)) -  no 5,  no 19,  no 33  no 16,
- 2008 : Lollipop (static major avec Lil Wayne) -  no 32,  no 1,  no 22,  no 10,  no 3,  no 28,  no 26,  no 29,  no 31
- 2008 : Let it Rock (Kevin Rudolf avec Lil Wayne) -  no 3,  no 5,  no 10,  no 2,  no 15,  no 12,  no 5,  no 18
- 2008 : I'm So Paid (Akon avec Young Jeezy et Lil Wayne)
- 2008 : Mrs Officer(Bobby Valentino avec Lil Wayne)
- 2008 : Number One (Jamie Foxx  avec Lil Wayne)
- 2008 : Turning Me On (Keri Hilson avec Lil Wayne)
- 2009 : Unstoppable  (Kat DeLuna avec Lil Wayne)
- 2009 : Bitch Look At Me Now (Chrishan avec Lil Wayne)
- 2009 : Put It On  (Kat DeLuna avec Lil Wayne)
- 2009 : Comfort  (Omarion avec Lil Wayne)
- 2009 : Turn My Swag On Remix  (Soulja Boy avec Lil Wayne)
- 2009 : Every Girl  (Young Money, avec Lil Wayne)
- 2009 : Revolver (avec Madonna) extrait de la compilation Celebration de Madonna
- 2009 : PaYow (Featuring Bobby Valentino & Huey)
- 2009 : With One Arm (avec Juelz Santana)
- 2009 : We Be Steady Mobbin (Featuring Gucci Mane)
- 2009 : Turn Me On (Keri Hilson feat. Lil Wayne)
- 2009 : Down (Jay Sean feat. Lil Wayne)
- 2009 : Money to Blow (Birdman, Drake & Lil Wayne)
- 2009 : I Can Transform Ya (Chris Brown avec Lil Wayne, Drake & Swizz Beatz)
- 2009 : I Want It All (Lil Wayne, Birdman, Kevin Rudolf)
- 2009 : Drop the World (feat Eminem & B.O.B.)
- 2009 : Forever (Drake feat. Kanye West & Eminem)
- 2009 : Give It Up To Me (avec Shakira)
- 2009 : Dey Know (Remix) Shawty Lo Ft. Ludacris, Young Jeezy, Plies & Lil Wayne
- 2010 : Bed Rock (Feat Young Money)
- 2010 : Roger That (Feat Nicki Minaj & Tyga)
- 2010 : WTF (Shawty Lo & Lil Wayne)
- 2010 : Runnin' (Lil Wayne & Shanell)
- 2010 : Knockout (Lil Wayne Featuring Drake & Nicki Minaj)
- 2010 : My Generation (Nas & Damian Marley feat. Lil Wayne & Joss Stone) sur l'album commun de Nas et Damian Marley Distant Relatives)
- 2010 : No Love (Eminem feat. Lil Wayne) sur l'album Recovery d'Eminem
- 2011 : Strange Clouds (B.o.B feat. Lil Wayne) sur l'album Strange Clouds de B.o.B
- 2011 : Just in Love (Joe Jonas feat. Lil Wayne) sur l'album Fastlife de Joe Jonas
- 2011 : Mirror (Lil Wayne feat. Bruno Mars)
- 2012 : I Can Only Imagine (David Guetta feat. Chris Brown & Lil Wayne)
- 2012 : Pop That (featuring French Montana, Drake & Rick Ross)
- 2013 : Love Me (feat. Drake & Future)
- 2013 : High School(feat. Nicki Minaj)
- 2013 : Kick It (Like a Sensei(feat. Westbam)
- 2014 : Only (Nicki Minaj avec Drake, Lil Wayne & Chris Brown) sur l'album PinkPrint de Nicki Minaj
- 2015 : Hot Boy (Remix) -  Bankroll Fresh feat. Lil Wayne, Juvenile & Turk
- 2016 : I Would Know - (Giovanni Angelo feat. Lil Wayne) sur l'album Part Of Me de Giovanni Angelo
- 2016 : No Problem - Chance The Rapper feat. Lil Wayne and 2 Chainz
- 2017 : I'm the One - (DJ Khaled featuring Justin Bieber, Quavo, Chance the Rapper et Lil Wayne)
- 2017 : Codeine Dreaming - Kodak Black feat. Lil Wayne
- 2018 : Corazón (Remix) - (Maître Gims feat. Lil Wayne) sur l'album Ceinture noire de Maître Gims

## Singles en collaboration
- 2006 : Stuntin' Like My Daddy avec Birdman)
- 2006 : Leather So Soft avec Birdman
- 2006 : Know What I'm Doin avec Birdman ft Rick Ross & T-Pain
- 2007 : You Ain't Know avec Birdman
- 2007 : Army Gunz avec Birdman
- 2008 : Rap, Rock, R&B (with Bad Ass Grasshoppers)

- 2009 : Rap, Rock, R&B new cd
- 2009 : Always Strapped (Feat Birdman)
- 2010 : We Are The Word 25 For Haïti avec Artists For Haiti